# Thothori Nyantsen
Thothori Nyantsen (Hán Việt: Lạp-thoát-xoát-Nhật-Nhiếp-tán (拉脱脱日聂赞); chữ Tạng: ལྷ་ཐོ་ཐོ་རི་གཉན་བཙན་; Wylie: lha tho tho ri gnyan btsan) là vua thứ 28 của Tây Tạng theo truyền thống huyền thoại Tây Tạng. Lha "thần thánh, liên quan đến các vị thần của bầu trời" là một danh hiệu vinh dự và không phải là một phần tên riêng của ông.
Ông thuộc về triều đại Yarlung nối liền với quận Yarlung ở miền Nam Tây Tạng. Các học giả hiện đại tin rằng ông là một nhà cai trị lịch sử, như ông cũng được đề cập trong một nguồn Trung Quốc. Họ có niên đại cai trị của ông ấy vào thế kỷ thứ năm, bởi vì vị vua thứ 33, Songtsän Gampo đã qua đời vào năm 650; các phép tính khác đặt ngày sinh của anh ấy là 173 hoặc 254 ngày nay bị bác bỏ. Ông không cai trị toàn bộ Tây Tạng; quyền lực của ông ấy có lẽ chỉ giới hạn ở khu vực Đại hạp cốc Tsangpo.
Theo một truyền thuyết bản địa, kinh Phật (trong số đó có Kāraṇḍavyūhasūtra) lần đầu tiên đến Tây Tạng vào thời của ông. Câu chuyện tuyên bố rằng điều này xảy ra theo một cách kỳ diệu (các tập truyện rơi từ trên trời xuống mái nhag của cung điện hoàng gia, một mô típ cũng xảy ra với một trong những nhân vật hoàng gia tên là Indrabhuti), nhưng có thể có một bối cảnh lịch sử (sự xuất hiện của các nhà truyền giáo Phật giáo). Trong mọi trường hợp, cuộc tiếp xúc đầu tiên của người Tây Tạng với Phật giáo này không thể chỉ xem là một sự cố mà không có tác động lâu dài.